# Лійга
Лійга (фін. Liiga)  — елітна хокейна ліга Фінляндії. Утворена у 1975 році. До 2013 року називалась СМ-ліга (фін. SM-liiga).
У чемпіонаті змагаються 16 команд.

## Історія
Чемпіонати Фінляндії розігруються з сезону 1927—28. Перші 5 чемпіонатів розігрувалися за кубковою системою. З 1934 року 4-10 команд грали у 4 кола. 
У 1975 році була організована вища ліга (10 клубів), яка замінила СМ-Серію. Вони стали грати у 4 кола, після чого 4 найкращих клуби виявляли чемпіона країни у серіях півфінальних і фінальних ігор. З сезону 1986—87 команди проводили у попередньому турнірі по 44 матчі.

## Формат змагань
Регулярний сезон
Кожна команда грає 56 матчів — по 4 гри з кожною командою ліги, плюс два або чотири матчі з певними географічно близько розташованих командами. У разі нічиєї в основний час грається 5-хвилинний овертайм до першої забитої шайби. Якщо ж і овертайм не виявить переможця, то проводиться серія булітів.
Нарахування очок
Перемога в основний час — 3 очки, перемога в овертаймі — 2 очки, програш в овертаймі — 1 очко. Місце команди в турнірній таблиці визначається кількістю набраних очок. У разі рівності очок вище ставиться команда з найкращою різницею забитих і пропущених шайб. У разі рівності цього показника, вище ставиться команда з великою кількістю забитих шайб.
Плей-оф
Шість найкращих команд регулярного чемпіонату відразу потрапляють в 1/4 фіналу. Команди, що посіли місце з сьомого по десяте (включно) грають додатковий серію матчів плей-оф до двох перемог. Два переможці потрапляють до чвертьфіналу. У чвертьфіналах граються серії матчів до 4-х перемог. У півфіналі та фіналі — серії до 3-х перемог. Переможені у півфіналах команди грають матч за бронзову медаль. У кожному раунді плей-оф пари підбираються таким чином, щоб найкраща команда за результатами регулярного сезону зустрічалася з найгіршою командою за результатами регулярного сезону, друга команда — з передостанньою і так далі. Більш високо номінована команда перший матч грає вдома, другий в гостях, третій знову вдома, четвертий в гостях і так далі. Матч плей-оф складається з 60 хвилин основного часу. У разі якщо основний час закінчується внічию, слідують овертайми по 20 хвилин до першої закинутої шайби.
Розклад
Регулярний сезон стартує в середині вересня. У сезоні передбачені перерви на той час, поки збірна Фінляндії бере участь в Євротурі. На Різдво передбачено двотижневу перерву. Також передбачена перерва на час проведення зимових Олімпійських ігор. Регулярний сезон закінчується в середині березня і одразу після цього стартують ігри плей-оф. Сезон закінчується в середині квітня так, щоб фінські гравці могли брати участь у чемпіонаті світу.

## Команди
| Команда      | Місто        | Арена               | Місткість |
| ------------ | ------------ | ------------------- | --------- |
| ГІФК         | Гельсінкі    | Гельсінгін Яахаллі  | 8200      |
| ГПК          | Гямеенлінна  | Рітаріхаллі         | 5360      |
| Еспоо        | Еспоо        | Еспоо Метро Арена   | 7017      |
| Ессят        | Порі         | Льодовий палац      | 6303      |
| Ільвес       | Тампере      | Льодовий палац      | 7300      |
| КалПа        | Куопіо       | Нійралан Монтту     | 5064      |
| КооКоо       | Коувола      | Лумон арена         | 6000      |
| Кярпят       | Оулу         | Оулун-Енергія-Арена | 6780      |
| Лукко        | Раума        | ДНА-Арена           | 5400      |
| Пеліканс     | Лахті        | Іску-Арена          | 5530      |
| СайПа        | Лаппеенранта | Кісапуйсто          | 4820      |
| Ваасан Спорт | Вааса        | Вааса Арена         | 4512      |
| Таппара      | Тампере      | Льодовий палац      | 7300      |
| ТПС          | Турку        | ХК Арена            | 11 820    |
| ЮІП          | Ювяскюля     | Сінергія-арена      | 4437      |
| Юкуріт       | Міккелі      | Калеванканкаан      | 4487      |

## Переможці
Переможець плей-оф отримує золоті медалі і Канада-Малья — головний трофей СМ-ліги. Команда, яка програла у фіналі отримує срібні медалі. Команда, що виграла матч за 3-е місце, отримує бронзові медалі. Переможець регулярного сезону отримує приз імені Харрі Ліндблада, проте він вважається навіть менш престижним ніж бронзові медалі.
- 1928: «Війпурін Рейпас» (Виборг)
- 1929: ГІК (Гельсінкі)
- 1930: не розігрувався
- 1931: ТаПа (Тампере)
- 1932: ГІК (Гельсінкі)
- 1933: ГСК (Гельсінкі)
- 1934: ГСК (Гельсінкі)
- 1935: ГІК (Гельсінкі)
- 1936: «Ільвес» (Тампере)
- 1937: «Ільвес» (Тампере)
- 1938: «Ільвес» (Тампере)
- 1939: КІФ (Гельсінкі)
- 1940: не розігрувався
- 1941: КІФ (Гельсінкі)
- 1942: не розігрувався
- 1943: КІФ (Гельсінкі)
- 1944: не розігрувався
- 1945: «Ільвес» (Тампере)
- 1946: «Ільвес» (Тампере)
- 1947: «Ільвес» (Тампере)
- 1948: «Тармо» (Гяменлінна)
- 1949: «Тармо» (Гяменлінна)
- 1950: «Ільвес» (Тампере)
- 1951: «Ільвес» (Тампере)
- 1952: «Ільвес» (Тампере)
- 1953: ТБК (Тампере)
- 1954: ТБК (Тампере)
- 1955: ТБК (Тампере)
- 1956: ТПС (Турку)
- 1957: «Ільвес» (Тампере)
- 1958: «Ільвес» (Тампере)
- 1959: «Таппара» (Тампере)
- 1960: «Ільвес» (Тампере)
- 1961: «Таппара» (Тампере)
- 1962: «Ільвес» (Тампере)
- 1963: «Лукко» (Раума)
- 1964: «Таппара» (Тампере)
- 1965: «Кархут» (Порі)
- 1966: «Ільвес» (Тампере)
- 1967: РУ-38 (Порі)
- 1968: «КооВее» (Тампере)
- 1969: ГІФК (Гельсінкі)
- 1970: ГІФК (Гельсінкі)
- 1971: «Ессят» (Порі)
- 1972: «Ільвес» (Тампере)
- 1973: «Йокеріт» (Гельсінкі)
- 1974: ГІФК (Гельсінкі)
- 1975: «Таппара» (Тампере)
- 1976: ТПС (Турку)
- 1977: «Таппара» (Тампере)
- 1978: «Ессят» (Порі)
- 1979: «Таппара» (Тампере)
- 1980: ГІФК (Гельсінкі)
- 1981: «Кярпят» (Оулу)
- 1982: «Таппара» (Тампере)
- 1983: ГІФК (Гельсінкі)
- 1984: «Таппара» (Тампере)
- 1985: «Ільвес» (Тампере)
- 1986: «Таппара» (Тампере)
- 1987: «Таппара» (Тампере)
- 1988: «Таппара» (Тампере)
- 1989: ТПС (Турку)
- 1990: ТПС (Турку)
- 1991: ТПС (Турку)
- 1992: «Йокеріт» (Гельсінкі)
- 1993: ТПС (Турку)
- 1994: «Йокеріт» (Гельсінкі)
- 1995: ТПС (Турку)
- 1996: «Йокеріт» (Гельсінкі)
- 1997: «Йокеріт» (Гельсінкі)
- 1998: ГІФК (Гельсінкі)
- 1999: ТПС (Турку)
- 2000: ТПС (Турку)
- 2001: ТПС (Турку)
- 2002: «Йокеріт» (Гельсінкі)
- 2003: «Таппара» (Тампере)
- 2004: «Кярпят» (Оулу)
- 2005: «Кярпят» (Оулу)
- 2006: ГПК (Гямеенлінна)
- 2007: «Кярпят» (Оулу)
- 2008: «Кярпят» (Оулу)
- 2009: ЮІП (Ювяскюля)
- 2010: ТПС (Турку)
- 2011: ГІФК (Гельсінкі)
- 2012: ЮІП (Ювяскюля)
- 2013: «Ессят» (Порі)
- 2014: «Кярпят» (Оулу)
- 2015: «Кярпят» (Оулу)
- 2016: «Таппара» (Тампере)
- 2017: «Таппара» (Тампере)
- 2018: «Кярпят» (Оулу)
- 2019: ГПК (Гямеенлінна)
- 2020: «Кярпят» (Оулу)
- 2021: «Лукко»
- 2022: «Таппара» (Тампере)
- 2023: «Таппара» (Тампере)
- 2024: «Таппара» (Тампере)
- 2025: КалПа